# John F. MacGregor
Pour les articles homonymes, voir John MacGregor et MacGregor.
John Frederick MacGregor (né en 1943 en Ontario, Canada) est un statisticien qui travaille dans le domaine du contrôle des processus statistiques, notamment dans le domaine des méthodes d'analyse des variables latentes / multivariées (AMV) (analyse en composantes principales et moindres carrés partiels) appliquées aux procédés industriels.

## Biographie
Il obtient son doctorat en statistique et ses diplômes de maîtrise en statistique et en génie chimique de l'Université du Wisconsin à Madison, et son baccalauréat en génie de l'Université McMaster au Canada. Au Wisconsin, il travaille sous le statisticien George Box.
MacGregor est membre de la Société américaine de statistique et reçoit de nombreux prix pour ses travaux en statistique appliquée et en chimiométrie, parmi lesquels la médaille Shewhart et le prix WG Hunter de l'American Society for Quality et la médaille Herman Wold de la Société chimique suédoise. Le Canadian Journal of Chemical Engineering consacre l'édition d'octobre 2008 à MacGregor pour célébrer son 65e anniversaire. Industrial & Engineering Chemistry Research publie un Festschrift en son honneur en septembre 2013, pour son 70e anniversaire.
Il détient le titre de "Distinguished University Professor" (la plus haute distinction décernée aux professeurs de l'Université McMaster) ainsi que la chaire Dofasco en automatisation des processus et technologies de l'information à l'Université McMaster. Il est cofondateur du McMaster Advanced Control Consortium qui est parrainé par de nombreuses sociétés internationales.
En 2002, MacGregor crée ProSensus Inc., une société qu'il a séparée du McMaster Advanced Control Consortium et incorporée en 2004.